# Plaga de Londres de 1563
La plaga de Londres de 1563 fue una epidemia derivada de peste ocasionado por la yersinia pestis en 1563 cuando Londres vivió su peor episodio de peste durante el siglo XVI. Se registró que al menos 20 136 personas en Londres y en las parroquias circundantes habían muerto de peste durante el brote. Alrededor del 24% de la población de Londres finalmente pereció, la plaga afectó más a las parroquias y barrios insalubres de Londres.

## Contexto
En 1563 la Ciudad de Londres estaba superpoblada, insalubre y mal vigilada. La reina Isabel reinaba en su 5º año y el gobierno luchó con una población en rápido aumento. Aunque el saneamiento era un problema constante, la ciudad había pasado más de una docena de años sin una epidemia y muchos londinenses contemporáneos no estaban preocupados por la enfermedad. Eso cambió en 1563 cuando la peste estalló repentinamente en Derby, Leicester y Londres con tal virulencia que la enfermedad se extendió a las tropas inglesas estacionadas en El Havre, debilitándolas y causando su rendición a las fuerzas reales francesas el 29 de julio.

## Epidemia

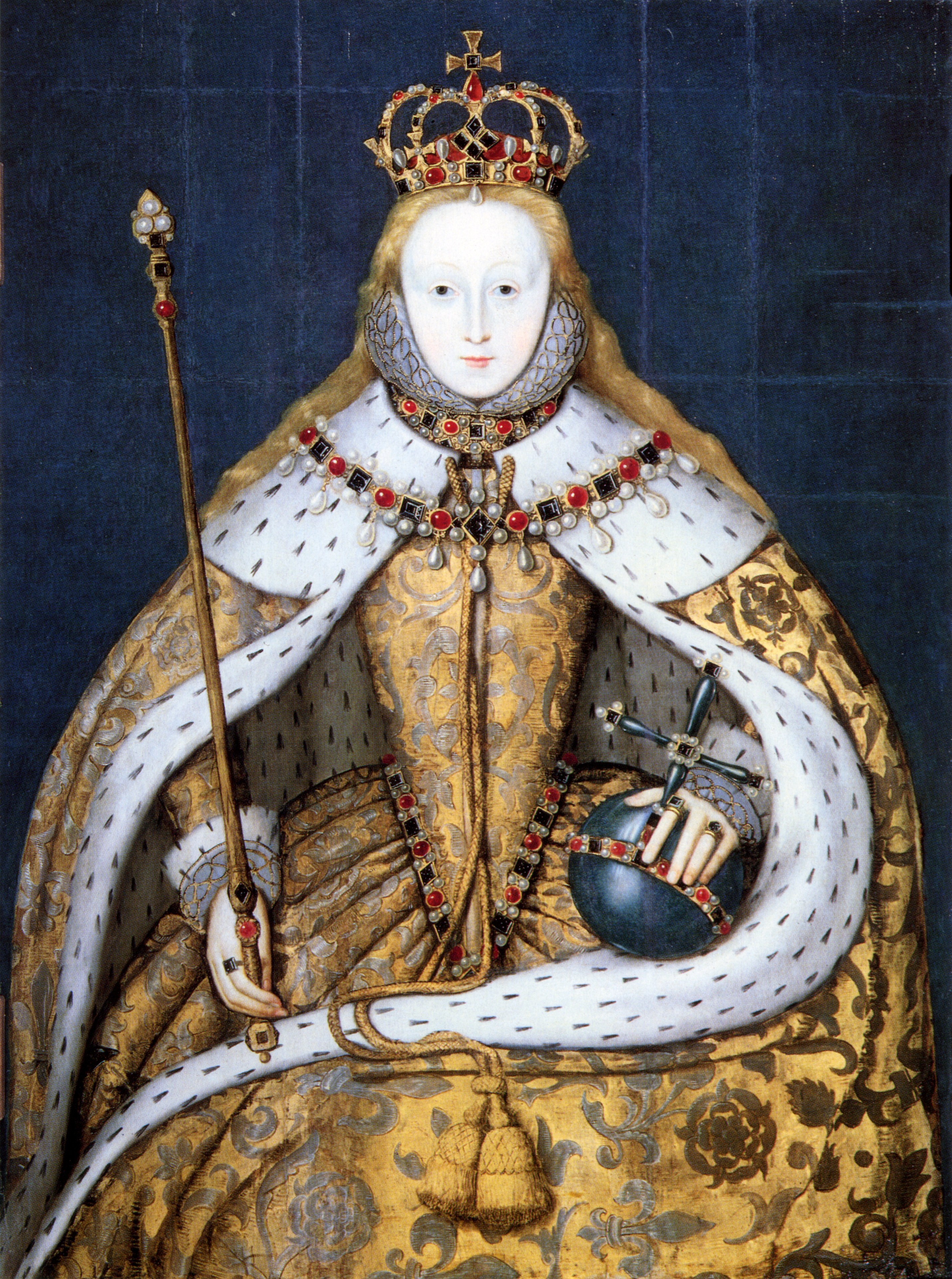
La reina Isabel lideró la respuesta a la epidemia con la cooperación entre el gobierno y la Iglesia.

Los primeros casos de peste comenzaron a aparecer en junio. Según manuscritos de John Stow guardados en la Biblioteca Lambeth, las facturas semanales de mortalidad de 1563 muestran las primeras 17 muertes por peste registradas para la semana que terminó el 12 de junio. Elizabeth comenzó a coordinar una respuesta del gobierno a la epidemia comunicando órdenes a su pueblo a través de la Iglesia. A los feligreses y curas se les instruyó que dijeran a los feligreses que se quedaban con los enfermos de peste que no vinieran a la iglesia hasta varias semanas después de morir o recuperarse. Se tomaron estrictas contramedidas a nivel local para combatir la epidemia, como pintar cruces azules en las casas de los infectados y las órdenes del gobierno de matar y enterrar a todos los gatos y perros callejeros "para evitar la peste", con oficiales especiales designados para llevar a cabo el sacrificio.
Muchas personas todavía creían que la peste era causada por la inhalación de aires corruptos conocidos como "miasmas". En otro esfuerzo bien intencionado pero probablemente ineficaz para limpiar Londres, el Consejo de la Reina Isabel dio órdenes el 9 de julio de que todos los habitantes de la casa a las siete de la noche hicieran hogueras en la calle para consumir el aire corrupto. Los casos comenzaron a aumentar constantemente en las próximas semanas, con la peste matando a 131 londinenses durante la semana que terminó el 3 de julio antes de aumentar drásticamente a cientos de muertes por semana para el 30 de julio. El médico William Bullein registra el testimonio contemporáneo de un mendigo presenciando a los que huyen de la epidemia: "Me reuní con vagones, Cartes, y caballos llenos de jóvenes barnes, por temor a la pestilencia negra..." Los barrios urbanos dentro de las murallas de Londres fueron de los más afectados por la epidemia de 1563, con las zonas más afectadas siendo la parroquia de Saint Poulkar, el carril Turnagain de Fleet Ditch y el carril Seacoal. S. Poulkar's fue la parroquia más gravemente afectada, con grandes cantidades de mercancía de frutas y suciedad en los carriles que atraen a las ratas. Las áreas alrededor del río Fleet eran famosas por estar hacinadas e insalubres, y la peste se extendió salvajemente en estas localidades.
Un prominente médico londinense llamado Dr. Geynes, conocido por invocar a Galeno y ser citado por el gobierno por ello, murió el 23 de julio a causa de la peste. Otro médico, el Dr. John Jones, contrajo peste después de permanecer en la casa de una persona enferma, pero sobrevivió a la enfermedad. El Dr. Jones promueve la teoría del contagio en su Dyall of Auges, escribiendo que "yo mismo me infecté por la razón de que desconocía que me alojé con alguien que lo tenía huyendo de él". A medida que el número de muertos en Londres se disparó, el miedo a la peste se hizo palpable en la Corte Real. El 21 de agosto, Lord Burleigh redactó la orden de la reina Isabel para la remoción de Lady Catalina Grey y el conde de Hertford de la Torre, por "gran temor de que [la plaga] pueda entrar en nuestra dicha Torre". A finales de agosto casi 1.000 londinenses por semana estaban muriendo, y Londres estaba experimentando pánico generalizado. Isabel y el Consejo Real decidieron evitar por completo la Ciudad de Londres. La Reina trasladó la Corte Real al Castillo de Windsor y erigió una horca en la plaza de la ciudad, amenazando con colgar a cualquiera que los siguiera desde Londres. Prohibió prudentemente el transporte de mercancías a Windsor desde Londres, ya que ella también tenía miedo al contagio. Una reina piadosa, Elizabeth también escribió al Arzobispo de York para recomendar la oración universal y el ayuno para acelerar el "remedio y mitigación" de la plaga en su reino.

### Pico otoñal y declive invernal
Un promedio de 1.449 personas morían semanalmente entre el 27 de agosto y el 1 de octubre, alcanzando un máximo de 1.828 muertes por peste en Londres durante la semana que terminó el 1 de octubre. El gobierno de la reina Isabel dio nuevas órdenes el 30 de septiembre de que todas las casas con individuos infectados deberían tener sus puertas y ventanas tapiadas y que ninguna persona dentro hará contacto con personas fuera durante 40 días. Esta estricta cuarentena puede haber tenido un efecto inmediato, con muertes por peste la semana siguiente cayendo más de 30% a 1,262 para la semana que terminó el 8 de octubre.
Es normal durante los brotes de peste que la enfermedad disminuya o se rompa en una comunidad durante los meses de invierno, ya que las ratas y sus pulgas se retiran de la nieve. Para el 2 de diciembre las muertes habían disminuido a 178 por semana y el Consejo Común dio a conocer una orden de que ninguna de las casas donde se habían alquilado pacientes de peste se puede alquilar. Los casos continuaron disminuyendo a 13 muertes durante la semana que terminó el 21 de enero de 1564 antes de que la peste se disipara de la ciudad.
Plaga de Londres de 1592-1593